# Pablo Barrera
Pablo Edson Barrera Acosta (né le 21 juin 1987 à Tlalnepantla de Baz) est un footballeur international mexicain évoluant actuellement à Querétaro FC.

## Biographie
Le 1er mai 2010, il est sélectionné pour la Coupe du monde 2010 en Afrique du Sud.
Après cinq saisons convenables dans son club formateur de Pumas UNAM, il signe en faveur du club anglais de West Ham United où il joue une première saison durant laquelle il participe à 21 rencontres toutes compétitions confondues. Mais il peine à s'adapter à la vie londonienne et le club le prête la saison suivante au club espagnol du Real Saragosse. Il retourne finalement en 2012 dans le championnat mexicain à Cruz Azul. Il est présenté officiellement le 3 juillet, et restera dans le club de la ville de Mexico jusqu'à décembre 2014, date à laquelle il s'engage en faveur du CF Monterrey. Il porte le numéro 34.

## Palmarès

### En club
- Pumas UNAM
  - Championnat du Mexique
    - Vainqueur : 2009 (C)
- Cruz Azul
  - Ligue des champions de la CONCACAF
    - Vainqueur : 2014

### En sélection
- Mexique
  - Gold Cup
    - Vainqueur : 2009 ; 2011